# Osly-Courtil

Osly-Courtil este o comună în departamentul Ain, Franța. În 1 ianuarie 2022 avea o populație de 325 de locuitori.